# Последние дни человечества
Последние дни человечества (нем. Die letzten Tage der Menschheit) — пьеса Карла Крауса, написанная между 1915 и 1922 годами, как реакция на Первую мировую войну. Трагедия в пяти действиях с прологом и эпилогом.
Бесчеловечность и абсурдность войны изображены в 220-и слабо связанных между собой сценах, многие из которых основаны на подлинных источниках того времени. Спектакль предназначен для «марсианского театра» и полностью никогда не ставился.

## Содержание

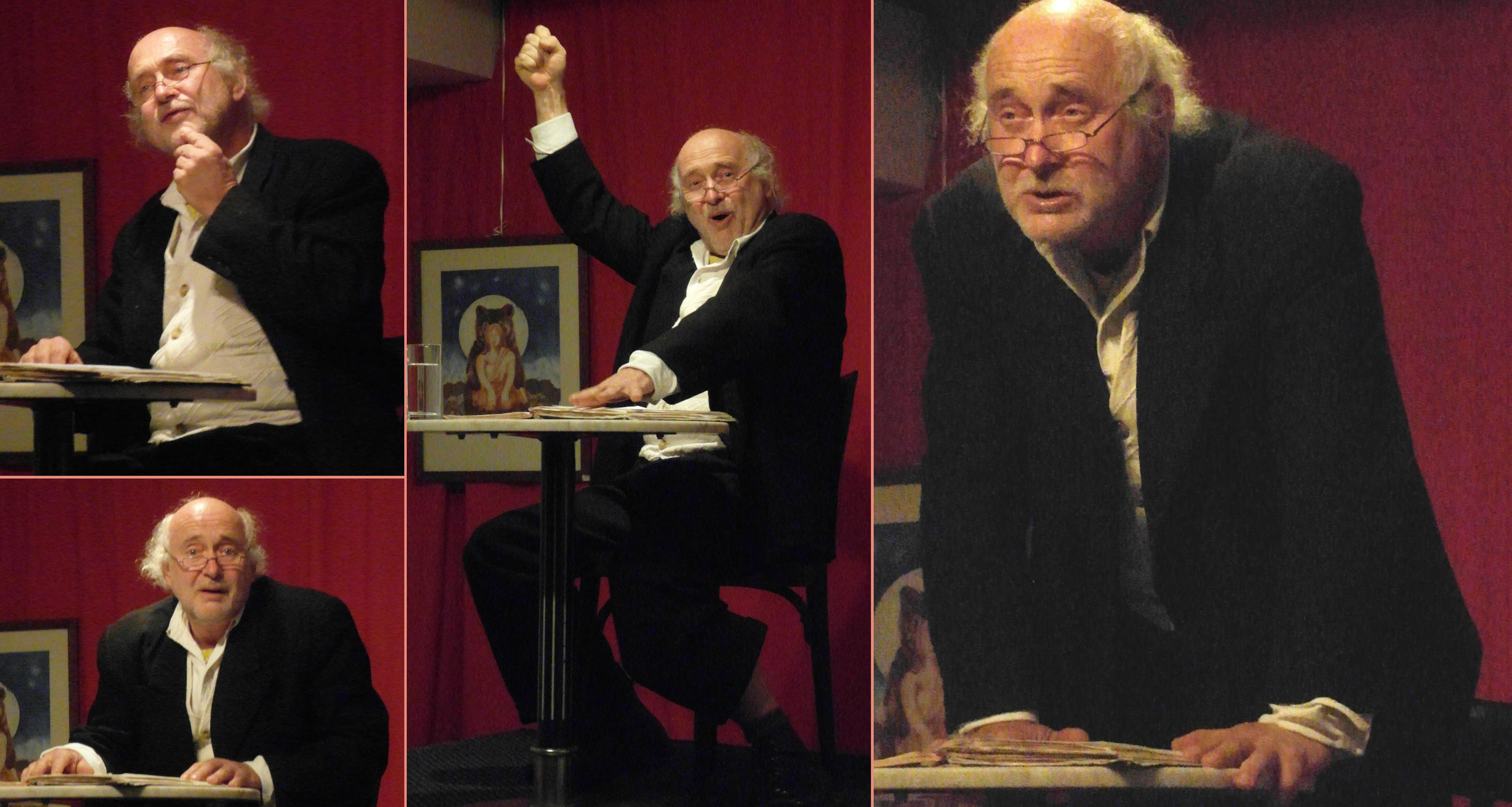
Австрийский актёр Юстус Нойман читает отрывок из «Последних дней человечества» (Вена, кафе «Leopoldi», 23.10.2010)

Текст пьесы более чем на треть состоит из цитат: газетных, военных приказов, указов и приказов гражданских властей, приговоров судов, авторских и чужих писем, военных проповедей, речей, проспектов, а также открыток, фотографий, плакатов и т. п. Краус писал об этом в предисловии:

«Самые невероятные действия, о которых здесь сообщается, произошли на самом деле; я изображал только то, что они делали. Самые невероятные разговоры, которые ведутся здесь, были произнесены дословно; самые зловещие изобретения — это цитаты».
Пьеса не имеет непрерывного сюжета, а состоит из 220-ти сцен разной продолжительности, в которых в различных повседневных военных ситуациях участвует большое количество реальных и вымышленных персонажей — от папы и императоров Франца Иосифа и Вильгельма II до уличной проститутки и «простого безымянного солдата» (всего 1114 говорящих и немых ролей, групп и хоров). При этом главный герой в пьесе отсутствует. Произведение выстроено в хронологическом порядке от лета 1914 года (пролог) до конца войны (четыре с половиной года войны уложены в пять действий). Действие экспрессионистского эпилога полностью разворачивается на поле боя.
Помимо эпилога, лишь несколько сцен приближают читателя к фронту (33 сцены происходят непосредственно на передовой, и из них 20 сцен являются частью эпилога). Истинные зверства войны Краус видит в поведении тех людей, которые в своей недалёкости не хотят и не могут воспринимать серьёзность и ужас войны, но обогащаются вдали от фронта и обесценивают войну рассуждениями: журналистов, спекулянтов, высокопоставленных военных чинов, не приближающихся к полю боя.
220 сцен происходят в общей сложности в 137 различных локациях, охватывающих всю раздираемую войной территорию, от Сербии, Боснии и Галиции до Франции, Италии и России. Более половины всех сцен происходят в Вене, остальные в Берлине, Белграде, Константинополе, Софии, Карпатах, Земмеринге и Ватикане.
Трагедия заканчивается апокалиптической сценой, в которой Вселенная уничтожает человечество. «Я этого не хотел» — последняя фраза Бога в драме — аллюзия на высказывание кайзера Вильгельма II.